# Máscara contra Caballero
Máscara contra Caballero (prt: Máscara vs Cavaleiro; bra: O Lutador Mascarado) é uma série de televisão mexicana produzida pela BTF Media para a The Walt Disney Company. Dirigida por Alfonso Pineda Ulloa, a série acompanha um cantor popular de sucesso que leva uma vida dupla como lutador mascarado, e uma repórter de entretenimento com a missão de destruí-lo. Estreou em 19 de abril de 2023 no Star+.

## Sinopse
Alex Gorostiza (Luis Ernesto Franco) é um famoso e carismático cantor mexicano conhecido como “O Cavaleiro da Eletro-cumbia”, que, após um confuso episódio, é obrigado a se passar por um lutador mascarado conhecido como “El Manchas”. Além de ter que lidar com essa nova e complexa vida dupla como ídolo da música e figura da luta livre, Alex precisa lidar com a perseguição de Brenda (Paola Fernández), uma jornalista de um veículo de fofocas que, por ordens de seu chefe, deve expor a vida de Alex, sem saber que ela acabará se tornando o amor da vida do cantor e lutador mascarado.

## Elenco
- Luis Ernesto Franco como Alex Gorostiza
- Paola Fernández como Brenda Paravia
- Pamela Almanza como Carol Schneider
- Nicolasa Ortíz Monasterio como Rosa La Espinosa
- Enoc Leaño como Willy
- Úrsula Pruneda Queta González
- Mauricio Garza como Jaime
- Fernando Memije como Isaías Robles
- Alfonso Borbolla como La Helenoida
- Carmen Muga como Lolititita
- Mauricio Barrientos como Vicente
- Moisés Arizmendi como Darío
- Eduardo Arroyuelo como Ábrego
- Marco Treviño como Executivo de TV

## Episódios
| N.º | Título                                                 | Dirigido por         | Escrito por                                         | Lançamento          |
| --- | ------------------------------------------------------ | -------------------- | --------------------------------------------------- | ------------------- |
| 1 | "Máscara contra Caballero" "O Lutador Mascarado"       | Alfonso Pineda Ulloa | Mauricio Somuano, Héctor Valdés e Alejandra Urdiain | 19 de abril de 2023 |
| Alex é um belo e bem-sucedido cantor de música popular que trabalha como jurado em um show de talentos. Todo o público está rendido aos seus pés tanto pelo seu físico como pelo seu carisma. No entanto, a imprensa do entretenimento está sempre atenta às suas ações, especialmente Brenda Pavía, uma jovem e astuta jornalista que não descansará até descobrir a maior fofoca envolvendo Alex. |                                                        |                      |                                                     |                     |
| 2 | "Una nueva mancha" "Uma Mancha Nova"                   | Alfonso Pineda Ulloa | Mauricio Somuano, Héctor Valdés e Alejandra Urdiain | 19 de abril de 2023 |
| Graças à reportagem de Brenda, Zafarrancho revela que Alex é filho da artista desaparecida Helena Gorostiza. Além disso, o verdadeiro Manchas tenta encontrar Alex. |                                                        |                      |                                                     |                     |
| 3 | "Situación embarazosa" "A Gravidez da Situação"        | Alfonso Pineda Ulloa | Mauricio Somuano, Héctor Valdés e Alejandra Urdiain | 19 de abril de 2023 |
| A morte do verdadeiro Manchas faz com que Alex fique preso a uma vida dupla da qual ele não pode escapar, e menos ainda quando Rosa la Espinosa conta a ele que ele é o pai de seu filho. |                                                        |                      |                                                     |                     |
| 4 | "Debutantes" "Estreantes"                              | Alfonso Pineda Ulloa | Mauricio Somuano, Héctor Valdés e Alejandra Urdiain | 19 de abril de 2023 |
| Brenda e El Manchas se escondem em um bar e se conectam. Rosa revela na mídia que está esperando um filho de Alex e consegue um lugar no Cántame y Encántame como participante sob o nome de Rosi. |                                                        |                      |                                                     |                     |
| 5 | "El nacimiento de un astro" "O Nascimento de um Astro" | Alfonso Pineda Ulloa | Mauricio Somuano, Héctor Valdés e Alejandra Urdiain | 19 de abril de 2023 |
| Quando a produção de Cántame y Encántame decide fazer um videoclipe de Alex com El Manchas, o vilão do momento, Alex deve encontrar uma maneira de gravar os dois sem que ninguém descubra seu segredo. |                                                        |                      |                                                     |                     |
| 6 | "Luchando por amor" "Lutando por Amor"                 | Alfonso Pineda Ulloa | Mauricio Somuano, Héctor Valdés e Alejandra Urdiain | 19 de abril de 2023 |
| O evento de gala para a estreia do videoclipe é a oportunidade perfeita para Alex se aproximar de Brenda e revelar sua verdade, mas nada é tão simples assim. |                                                        |                      |                                                     |                     |
| 7 | "El pasado que nos pasa" "O Passado que Nos Passa"     | Alfonso Pineda Ulloa | Mauricio Somuano, Héctor Valdés e Alejandra Urdiain | 19 de abril de 2023 |
| Brenda convida Manchas para acompanhá-la na investigação sobre Helena Gorostiza. Ao aceitar, Alex se reencontra com seu pai e seu passado. |                                                        |                      |                                                     |                     |
| 8 | "Último round" "Último Round"                          | Alfonso Pineda Ulloa | Mauricio Somuano, Héctor Valdés e Alejandra Urdiain | 19 de abril de 2023 |
| Brenda descobre toda a verdade e o mundo de Alex desmorona. Então, ele faz uma última tentativa drástica de reconquistar o seu amor. |                                                        |                      |                                                     |                     |

## Produção
A série foi anunciada em junho de 2021 como um dos conteúdos originais que fariam parte do catálogo do serviço de streaming Star+. Em 26 de outubro de 2021 foi anunciado o fim das gravações da série, que estava prevista para estrear em 2022.

## Lançamento
Máscara contra Cabellero estreou na América Latina como uma série original no Star+ em 19 de abril de 2023. Também foi lançada no mesmo dia nos Estados Unidos através do Hulu e internacionalmente no Disney+ através do hub de conteúdo Star.